# Tosa-school

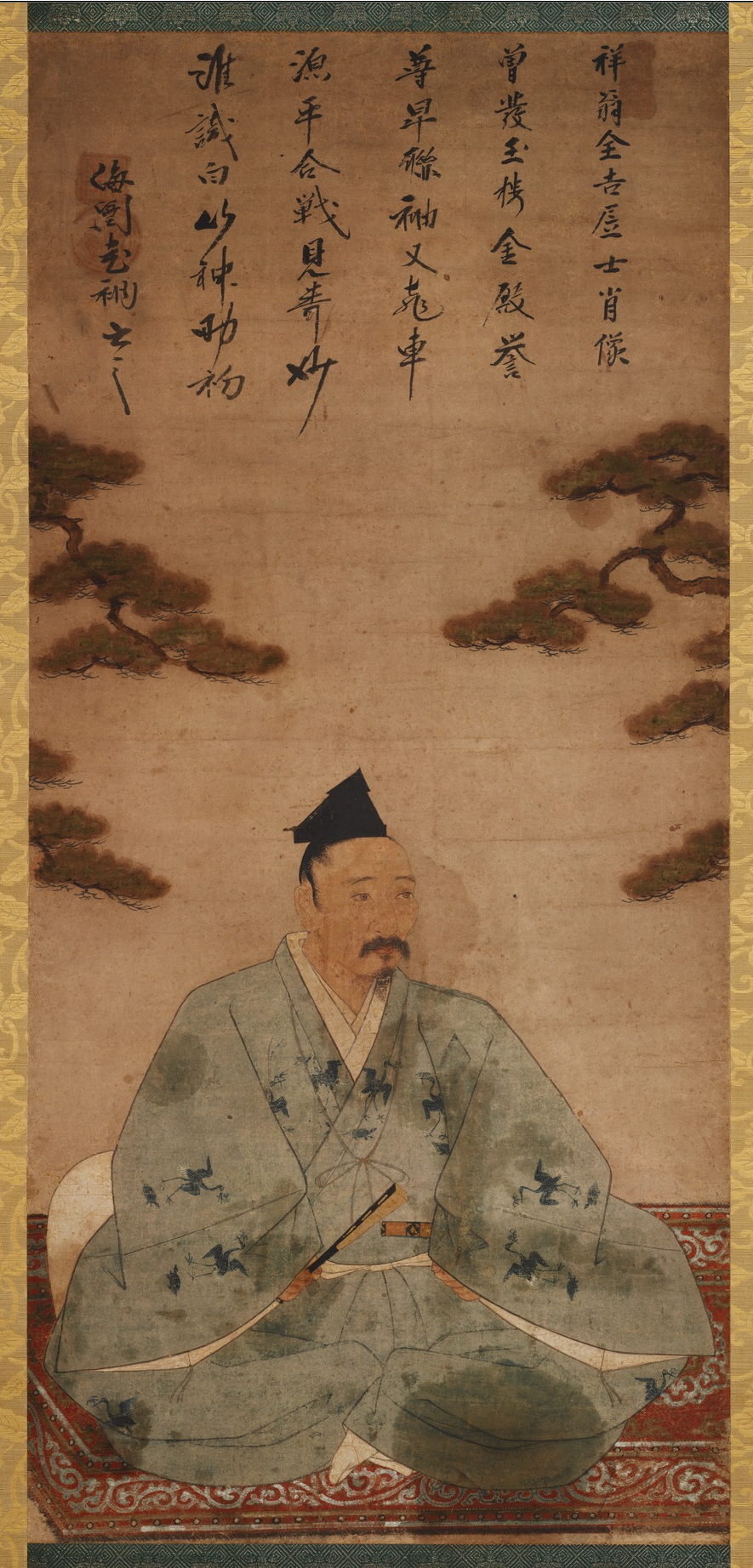
Portret van Momonoi Naoaki, Tosa Mitsunobu

De Tosa-school ((土佐派, Tosa-ha) was een Japanse schilderschool ontstaan in de 14e eeuw. Het was een elitaire kunstschool die bescherming genoot van het keizerlijke hof van Kyoto en die zich afzette tegen Chinese invloeden in de Japanse schilderkunst. Ze kende haar bloeitijd tussen de 15e en de 18e eeuw.
De Tosa-school is ontstaan uit de keizerlijke academie (opgericht in 808 door keizer Heizei) en de school van Yamato-e, die autochtone Japanse schilderkunst promootte. De school is genoemd naar de 15e-eeuwse schilderfamilie, waarvan Tosa Yukihiro (土佐行広) als grondlegger wordt gezien. De kunst is religieus en sacraal (Shintoïsme), wat weerspiegeld wordt in een pure, etherische stijl. Als onderwerpen kozen de schilders van de Tosa-school voor het ceremonieel van het hof, met aandacht voor kostuums en voor het weergeven van aristocratische en religieuze feesten. De school kende ook adellijke adepten, zoals de schilderende prins Tsunetaka. De artiesten werkten met zeer fijne, puntige penselen. Hun subtiele penseelvoering verraadt bekendheid met de Perzische miniatuurschilderkunst. Ze gebruikten zuivere kleuren en gebruikten veelvuldig bladgoud in de achtergronden.
De Tosa-school wordt vaak tegengesteld aan de classicistische Kanō-school, verwant aan Chinese modellen. Beide scholen deelden wel hun religieuze en aristocratische onderwerpkeuze, wars van het gewone leven. In stijl groeiden ze naar elkaar toe. In de loop van de 18e eeuw werden beide scholen overvleugeld door de volksschool Ukiyo-e, die een synthese maakte van elementen van beide scholen, maar wel resoluut koos voor naturalisme en onderwerpen uit het dagelijks leven.